# Zusatzabkommen zum NATO-Truppenstatut
Das Zusatzabkommen zu dem Abkommen zwischen den Parteien des Nordatlantikvertrages über die Rechtsstellung ihrer Truppen hinsichtlich der in der Bundesrepublik Deutschland stationierten ausländischen Truppen vom 3. August 1959, kurz NATO-Truppenstatut-Zusatzabkommen – NTS-ZA (BGBl. 1961 II S. 1183, 1218), ergänzt das NATO-Truppenstatut von 1951. Es wurde von den Vertretern Belgiens, Kanadas, Frankreichs, der Bundesrepublik Deutschland, der Niederlande, des Vereinigten Königreichs und der Vereinigten Staaten von Amerika unterzeichnet.
Es betrifft die Fragen der Stationierung fremder NATO-Streitkräfte, darunter Privilegierungen, Immunitäten, zum Beispiel bei der Zivil-, Verwaltungs- und Strafgerichtsbarkeit, der Sozialversicherung, der Zoll- und Steuerpflicht oder dem Führen von Kraftfahrzeugen.

## Heutige Situation
Das Zusatzabkommen wurde mehrfach geändert:
1. durch das Abkommen vom 21. Oktober 1971 (BGBl. 1973 II S. 1021, 1022),
2. die Vereinbarung vom 18. Mai 1981 (BGBl. 1982 II S. 530, 531) und
3. das Abkommen vom 18. März 1993 (BGBl. 1994 II S. 2594, 2598).

Der Artikel 3 Absatz 2 des Zusatzabkommens zum NATO-Truppenstatut (ZA-NTS) wurde durch eine Reihe von Vereinbarungen spezifiziert und insbesondere durch das Abkommen vom 18. März 1993 umfassend geändert, wobei die 1968/69 im Hinblick auf das G 10-Gesetz geschlossenen Verwaltungsvereinbarungen bis Anfang August 2013 in Geltung waren.
Nach Anlage I Kapitel I Abschnitt I Ziffer 5 und 6 zum Einigungsvertrag sind auch das NATO-Truppenstatut sowie das Zusatzabkommen von der Geltung in den fünf neuen Bundesländern ausgenommen. Durch Notenwechsel (BGBl. 1990 II S. 1250, 1251, BGBl. 1994 II S. 26, 29 sowie BGBl. 1994 II S. 3714, 3716) wurde dann vereinbart, dass seit 12. September 1994 die Truppen in den neuen Bundesländern die gleichen Rechte haben mit der Ausnahme, dass die deutsche Bundesregierung dies nun für den jeweiligen Einzelfall neu genehmigen muss.
Neben der Rechtsstellung der NATO-Truppen hat auch die Bundeswehr ein Recht zur Truppenstationierung im europäischen Ausland, was durch das EU-Truppenstatut vom 17. November 2003 (ABl. 2003/C 321/02, BGBl. 2005 II S. 18) geregelt ist.

## Kritik
In Art. 3 Abs. 2 – „Die in Absatz (1) vorgesehene Zusammenarbeit [zwischen den deutschen und den Besatzungsbehörden] erstreckt sich insbesondere (a) auf die Förderung und Wahrung der Sicherheit sowie den Schutz des Vermögens der Bundesrepublik, der Entsendestaaten und der Truppen, namentlich auf die Sammlung, den Austausch und den Schutz aller Nachrichten, die für diese Zwecke von Bedeutung sind; […].“ – sieht der Historiker Josef Foschepoth die Erlaubnis der Überwachung des Post- und Fernmeldeverkehrs unter anderem für die US-Amerikaner und kritisierte im Februar 2013 in einem Interview mit der Badischen Zeitung:

„Einerseits das, was Brandt gesagt hat, dass die Vorbehaltsrechte abgelöst sind. Andererseits, dass das Zusatzabkommen zum NATO-Truppenstatut weiterhin die Grundlage für die alliierten Überwachungsmaßnahmen ist und bleibt. Schließlich, dass es auch in Zukunft jedem alliierten Militärbefehlshaber unbenommen ist, die zum Schutz der Truppen notwendigen Sicherungsmaßnahmen zu treffen, wozu auch die eigene Durchführung von Überwachungsmaßnahmen des Post- und Fernmeldeverkehrs gehört. […] Als die SPD 1990 im Bundestag wissen wollte, auf welcher Rechtsgrundlage die Special Forces der Amerikaner in Deutschland jetzt arbeiteten, bekam sie vom Staatsminister im Auswärtigen Amt zu hören: auf dem Aufenthaltsvertrag von 1954 und dem Zusatzabkommen zum Nato-Truppenstatut. Das alliierte Recht zur Überwachung des Post- und Fernmeldeverkehrs ist weder in der alten, noch der neuen Bundesrepublik außer Kraft gesetzt worden.“

Eingeschränkt wird diese Regelung im Truppenstatut wiederum durch Abs. 3b: „Dieser Absatz verpflichtet eine Vertragspartei nicht zur Durchführung von Maßnahmen, die gegen ihre Gesetze verstoßen würden […].“
Ebenfalls gilt laut Foschepoth, dass aufgrund des Zusatzabkommens und einer weiteren geheimen Vereinbarung von 1955 den Drei Mächten der Eingriff in das System der Strafverfolgung gestattet ist. Falls es im Interesse der Alliierten sei, könnten diese verhindern, dass relevante Informationen im Rahmen eines Strafverfahrens an die Öffentlichkeit gelangen. Außerdem sei der Strafverfolgungszwang der westdeutschen Polizei bei Personen aufgehoben worden, die für die Alliierten von Interesse waren. Stattdessen habe die Polizei den Verfassungsschutz und dieser umgehend den amerikanischen Geheimdienst zu informieren, so dass diese die Personen verhören und gegebenenfalls außer Landes schaffen könnten.